# Virgil Exner
Pour les articles homonymes, voir Exner.
Virgil Max Ex Exner (24 septembre 1909 à Ann Arbor - 22 décembre 1973 à Royal Oak) était un designer automobile pour de nombreux constructeurs américains, notamment Chrysler et Studebaker.

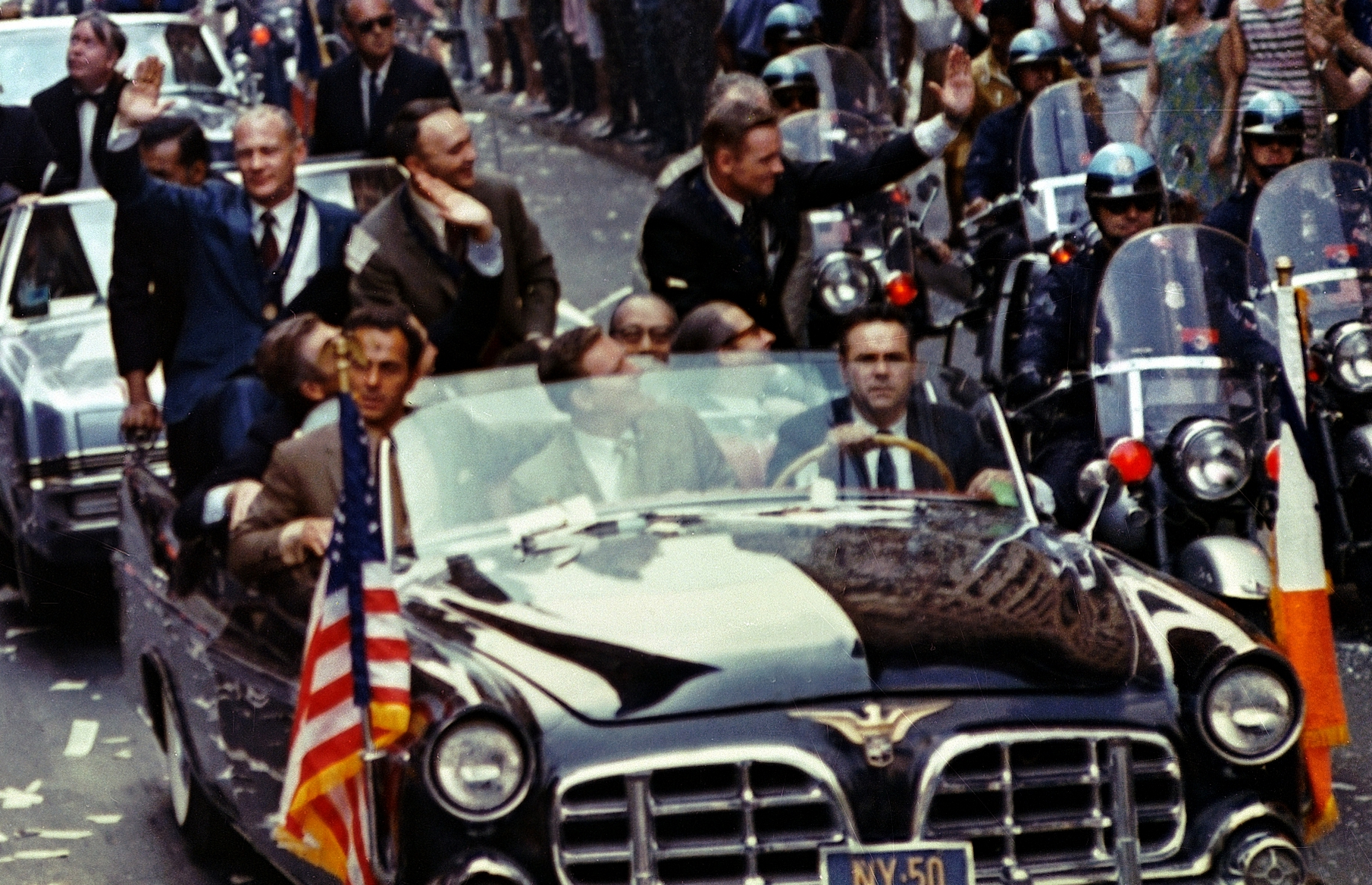
Les astronautes d'Apollo 11 à bord de la Chrysler Imperial Parade Phaeton de New York, véhicule de cérémonie conçu par Virgil Exner.

Il est notamment connu avoir été le concepteur des concept-cars Chrysler Falcon en 1955 et Plymouth XNR en 1960, ainsi que pour le style « Forward Look » (Regard vers l'Avant) créé pour les modèles du groupe Chrysler de 1955 à 1961. Ce style était caractérisé, entre autres, par le développement des « Fins » (Ailerons) sur les voitures, à la fois pour des raisons esthétiques et aérodynamiques.